# Championnat d'Irlande du Nord féminin de football
Le championnat d'Irlande du Nord de football féminin est une compétition annuelle de football disputée entre clubs nord-irlandais.
Cette compétition est actuellement connue sous le nom de Danske Bank Women's Premiership.

## Format actuel de la compétition
Les huit équipes s'affrontent en une série de matches aller-retour.  À l'issue des 14 premières journées, deux poules sont constituées selon le classement du moment : les quatre premières équipes s'affrontent entre elles une seule fois (à domicile ou à l'extérieur) ; il en est de même pour les quatre dernières.
Le champion est qualifié pour la Ligue des champions.

## Palmarès
- 2001 : Lisburn Distillery Predators[1]
- 2002 : Newtownabbey Strikers
- 2003 : Newtownabbey Strikers
- 2004 : Glentoran Belfast United
- 2005 : Newtownabbey Strikers
- 2006 : Glentoran Belfast United
- 2007 : Glentoran Belfast United
- 2008 : Glentoran Belfast United
- 2009 : Crusaders Newtownabbey Strikers
- 2010 : Crusaders Newtownabbey Strikers
- 2011 : Glentoran Belfast United
- 2012 : Crusaders Newtownabbey Strikers
- 2013 : Glentoran Belfast United
- 2014 : Glentoran Belfast United
- 2015 : Newry City Ladies Football Club
- 2016 : Linfield Ladies
- 2017 : Linfield Ladies
- 2018 : Linfield Ladies
- 2019 : Linfield Ladies
- 2020 : Glentoran Women's Football Club
- 2021 : Glentoran Women's Football Club
- 2022 : Cliftonville Ladies
- 2023 : Glentoran Women's Football Club
- 2024 : Cliftonville Ladies
- 2025 :

## Statistiques
| Rang | Clubs                             | Titre(s) | Année(s)                                                     |
| ---- | --------------------------------- | -------- | ------------------------------------------------------------ |
| 1    | Glentoran Women's Football Club   | 10       | 2004, 2006, 2007, 2008, 2011, 2013, 2014, 2020, 2021 et 2023 |
| 2    | Crusaders Newtownabbey Strikers   | 6        | 2002, 2003, 2005, 2009, 2010 et 2012                         |
| 3    | Linfield Ladies Football Club     | 4        | 2016, 2017, 2018 et 2019                                     |
| 4    | Cliftonville Ladies Football Club | 2        | 2022, 2024                                                   |
| 5    | Lisburn Distillery Predators      | 1        | 2001                                                         |
| 5    | Newry City Ladies Football Club   | 1        | 2015                                                         |